# Брорсон, Ханс Адольф
Ханс Адольф Брорсон (дат. Hans Adolph Brorson; 1694—1764) — датский религиозный поэт; епископ.

## Биография
Ханс Адольф Брорсон родился 20 июня 1694 года в местечке Рандрупе около Тённера (дат. Randerup Sogn; Дания).
В 1722 году он стал приходским пастором в родном городе; впоследствии был пастором в различных других приходах. 
В 1741 году Брорсон был назначен епископом в Рибе, где и прожил всю оставшуюся жизнь.
В ряду четырёх наиболее знаменитых датских авторов духовных песен (Томас Хансен Кинго, Ханс Адольф Брорсон, Николай Фредерик Северин Грундтвиг и Бернхард Северин Ингеманн) он, согласно «ЭСБЕ» занимает почётное второе место.
В конце XIX — начале XX века на страницах «Энциклопедического словаря Брокгауза и Ефрона» была дана следующая оценка творчеству Брорсона: «... он далеко не чужд влияния современного ему пиетизма, но все же основной тон его песен — чисто национальный; они проникнуты кротостью и сердечностью».
Впервые его духовные песни, под заглавием: «Troens rare Klenodie», вышли в 1739 году; новый сборник: «Svanesang» — в 1764 году. С тех пор его произведения часто издавались. Одно из лучших изданий принадлежит Арланду (Копенгаген, 1867 год).
Ханс Адольф Брорсон умер 3 июня 1764 года в городе Рибе. В Дании ему установлено несколько памятников.
Его произведение «Den yndigste Rose er funden» (букв. «Найдена чудеснейшая из роз») вошло в «Культурный канон»  — список из 108 произведений искусства, официально признанных неотъемлемой частью датских культурных ценностей и представляющих важное значение для культуры страны.

## Избранная библиография
- «Troens rare Klenodie» (1739)
- «Svanesang» (1764)[4].